# László István (öttusázó)
László István (Debrecen, 1930. január 11. – 2009. március 11.) téli öttusázó, testnevelő tanár, öttusa mesteredző, sportvezető. Egy ideig a Magyar Öttusa Szövetség szövetségi kapitánya. 1978 és 1992 között a Francia Öttusa Szövetség vezetőedzője, majd technikai igazgatója.

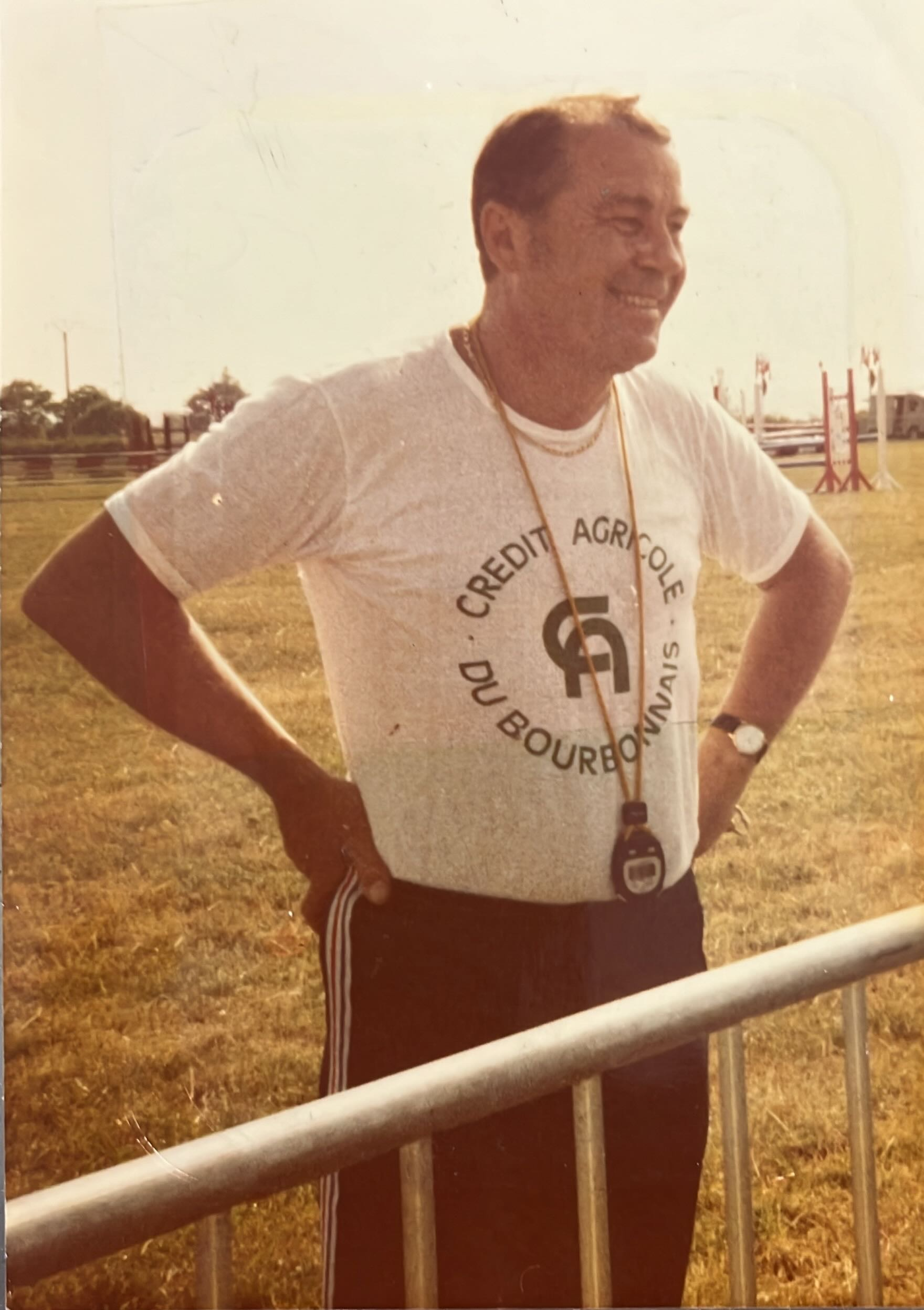
László István 1980 körül

## Pályafutása
Debrecenben született, de szülei korai válását követően édesanyjával a XII. kerületbe költözött, és ott is nőtt fel. Budai gyerekként a hegyek jelentették számára a játszóteret, a Normafa, a János-hegy, az akkor még beépítetlen Németvölgy jól ismert terep volt számára, így a síelés, később a téli öttusa mindennapjainak része volt. A Budai Tanítóképzőt elvégezve testnevelő tanárként helyezkedett el. 
1959 szeptemberétől közel két éven át a frissen megalakult Guineai Köztársaság fővárosában, Conakryban dolgozott edzőként Kincses Ferenc, Csanádi Ferenc (labdarúgás), Csopaki István, Komáromi Ede (kosárlabda), Szépföldi József (labdarúgás) és K. Gál Róza társaságában. Az ország vezetői — köztük elsősorban Sekou Touré, az elnöke — a kultúra szerves részének tekintették a testnevelést és a sportot, és ezért fontos intézkedéseket tettek a köztársaság sportéletének és testnevelésének felvirágoztatására. A Magyar Népköztársaság segítséget nyújtott, így kerültek a magyar edzők évekre a nyugat-afrikai országba.
1965-ben végezte el a Testnevelési Egyetem edző szakát, majd 1969-ben – Benedek Ferenccel együtt – elsőként öttusa mesteredzői oklevelet szerzett.
1967-ben és 1968-ban szövetségi kapitányként állt a magyar öttusa élén, éppen akkor, amikor a Balczó András, Török Ferenc, Móna István trió a mexikóvárosi olimpián aranyérmet nyert. Előtte és utána, 1964-től 1978-ig a Honvéd vezetőedzőjeként tevékenykedett.
1978-ban Franciaországba került, ahol a francia öttusázók vezetőedzőjeként, technikai igazgatójaként dolgozott nyugdíjba vonulásáig. 1995-ben tért haza.

## Olimpiák
Összesen hét olimpián vett részt edzőként. Az első az 1968-as mexikói olimpia volt, amelyet 1972 München, 1976 Montreal, 1980 Moszkva, 1984 Los Angeles, 1988 Szöul, majd 1992 Barcelona követett.
Az 1984-es los angelesi olimpia bojkottja ellenére – akkor már a francia öttusázókért dolgozva – francia színekben lehetett jelen.

## Tanítványai
Tanítványai közé tartozott dr. Török Ferenc, Móna István, Török Ottó, Bakó Pál, Kancsal Tamás, Kaiser László, a franciák közül a sportág nemzetközi szövetségének egykori főtitkára, II. Albert monacói herceg személyes tanácsadója, az Olimpikonok Nemzetközi Szövetségének elnöke Joël Bouzou. 

## Magánélete
Felesége Lettner Terézia (1932–2021), leányuk László Györgyi (1953–2012). 
1964-ben költözött a XIII. kerület Vizafogó részére, ahol franciaországi munkavállalásáig élt. Tősgyökeres XII. kerületiként Franciaországból hazatérve visszaköltözött Budára.